# Eurytoma inornata
Eurytoma inornata är en stekelart som beskrevs av Bugbee 1962. Eurytoma inornata ingår i släktet Eurytoma och familjen kragglanssteklar. Inga underarter finns listade i Catalogue of Life.